# Emma Bonino

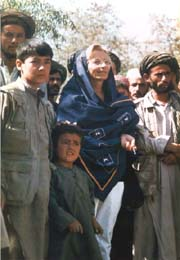
Emma Bonino w Kabulu w 1997

Emma Bonino (ur. 9 marca 1948 w Bra) – włoska polityk, członkini Komisji Europejskiej, minister w różnych rządach, parlamentarzystka krajowa i europejska.

## Życiorys
W 1972 ukończyła studia z zakresu literaturoznawstwa na Uniwersytecie Bocconi.
W połowie lat 70. zaangażowała się w działalność polityczną włoskiego ruchu radykalnego, głoszącego postulaty pacyfistyczne, libertyńskie i antyklerykalne. W 1975 założyła instytut C.I.S.A. (Centrum Informacyjne ds. Sterylizacji i Aborcji), który przyczynił się do zalegalizowania (na skutek referendum) aborcji we Włoszech. Od tego czasu Emma Bonino, wspólnie z m.in. Markiem Pannellą, przeprowadzała szereg zagranicznych kampanii i akcji na rzecz praw człowieka, upowszechniania legalizacji rozwodów, środków odurzających, znoszenia kary śmierci.
Pierwszy raz posłanką została w 1976, wygrywając z ramienia Partii Radykalnej wybory do Izby Deputowanych VII kadencji. Mandat złożyła dwa lata później. Ponownie zasiadała w izbie niższej parlamentu w okresie od 1979 do 1995, tj. w trakcie VIII, IX, X, XI i XII kadencji. W latach 1979–1988 była także posłanką do Parlamentu Europejskiego.
Emma Bonino stała się jednym z liderów Partii Radykalnej, po jej rozwiązaniu (pod koniec lat 80.) współorganizowała kolejne listy wyborcze skupiające działaczy tego ruchu. W 1994 radykałowie przystąpili do centroprawicowej koalicji Silvia Berlusconiego w okresie jego pierwszego rządu. W zamian za poparcie polityczne tego gabinetu Emma Bonino została włoskim przedstawicielem w Komisji Europejskiej, obejmując tekę komisarza UE ds. zdrowia i ochrony konsumentów. Do dymisji podała się 15 marca 1999 wraz z całą KE Jacques’a Santera w związku z zarzutami defraudacji i nepotyzmu wobec jednego z jej członków (komisarz Édith Cresson). Końcowy raport sporządzony w tej sprawie wskazywał jednak na szereg nieprawidłowości w postępowaniu większości pozostałych komisarzy, w tym także Emmy Bonino, której zarzucano brak kontroli i kreatywną księgowość przy programach pomocy humanitarnej.
W 1999 i 2004 ponownie była wybierana w skład Parlamentu Europejskiego, dwukrotnie z sygnowanej swoim nazwiskiem listy wyborczej. W pierwszych z tych wyborów radykałowie uzyskali 8,5% głosów, wprowadzając aż siedmiu deputowanych. Wynik ten skłonił to środowisko do utworzenia partii politycznej. Doszło do tego w 2001, gdy powołano ugrupowanie Włoscy Radykałowie, którego liderami zostali Emma Bonino i Marco Pannella. Nowa formacja nie odniosła jednak wyborczego sukcesu w wyborach krajowych.
W 2005 Emma Bonino doprowadziła do podpisania porozumienia z Włoskimi Demokratycznymi Socjalistami, tworząc koalicję Róża w Pięści, która przystąpiła do centrolewicowego bloku L’Unione. W wyborach w 2006 z listy tej koalicji została ponownie posłanką (XV kadencji). W utworzonym rządzie Romano Prodiego od maja 2006 do maja 2008 sprawowała urząd ministra stosunków europejskich i handlu zagranicznego.
W przedterminowych wyborach w 2008 z listy Partii Demokratycznej (z ramienia której startowali przedstawiciele radykałów) uzyskała mandat senatora XVI kadencji, obejmując następnie stanowisko wiceprzewodniczącego wyższej izby parlamentu. Funkcję tę pełniła do 2013.
27 kwietnia 2013 kandydat na premiera Enrico Letta ogłosił jej nominację na urząd ministra spraw zagranicznych w nowo powołanym rządzie. Stanowisko to objęła następnego dnia i zajmowała je do 22 lutego 2014.
W 2015 ujawniła, że zdiagnozowano u niej nowotwór płuca. W wyborach w 2018 została wybrana w skład Senatu XVIII kadencji jako kandydatka centrolewicowej koalicji; zasiadała w tej izbie do 2022. Została w międzyczasie jednym z liderów liberalnej formacji +Europa.

## Odznaczenia
- Krzyż Wielki Orderu Zasługi Republiki Włoskiej (2015)[5]
- Order Księcia Branimira (Chorwacja, 2002)[6]
- Wielki Oficer Orderu Narodowego Lwa (Senegal, 2014)[7]